# ディアデラマドレ
ディアデラマドレ（欧字名:Dia de la Madre、2010年2月22日 - 2022年5月19日）は、日本の競走馬、繁殖牝馬。主な勝ち鞍に2014年のマーメイドステークス、府中牝馬ステークス、愛知杯。

## 経歴

### デビューまで
2010年2月22日、北海道安平町のノーザンファームで誕生した。血統や調教の動きなどからクラシックへの期待がかけられる馬だった。

### 2歳（2012年）
2012年6月15日、ゲート試験に合格し、3ヶ月後の9月9日に阪神競馬場芝1400mのメイクデビュー戦でデビューした。道中は5番手からの競馬となり、直線で抜け出して後続に1馬身半差をつけて勝利した。レース後、騎乗した福永祐一は「いい勝ち方だった」と評価し、母のディアデラノビアも管理していた角居勝彦は「少し頭の高い走りが似ている」と語った。しかし、後に左前脚の骨折が判明し休養を余儀なくされた。

### 3歳（2013年）
2013年4月28日のスイートピーステークスで復帰したが9着に敗れ、そこから2戦挟んだ9月17日の条件戦で勝利した。続く10月14日の堀川特別でも勝利し、11月10日のエリザベス女王杯に出走した。陣営は良馬場でのレースを望んでいたが、重馬場となり、さらにスタンド前からの発走が原因でテンションが高くなったことも災いして9着に敗れた。しかし、上がり3ハロンはメンバー中2位となる34秒2の末脚を使っている。レース後、2度目の骨折が判明したため再度休養を余儀なくされた。しかし、この骨折は小さな骨片が飛んだ程度のものだった。

### 4歳（2014年）〜5歳（2015年）
2014年5月18日のパールステークスで復帰したが頭差の2着に敗れた。続く6月15日にはマーメイドステークスに出走した。2走前のエリザベス女王杯のこともありイレ込み対策としてメンコを着用させた。レースは中団の外めを追走し、直線で抜け出して後続に1馬身半差をつけて勝利した。ゲート試験合格からちょうど2年後に重賞初制覇を果たした。ゴール前は手綱を押さえる余裕も見せ、騎乗した藤岡康太は「いい脚を使ってくれた。スタンド前発走だったのでテンションが心配だった。エリザベス女王杯より落ち着いていたのが大きかった」などと語り、「もっと大きな舞台で活躍してくれると思う」と今後を楽しみにした。なお、このレースではクレイグ・ウィリアムズが騎乗するプランもあったが、53キロの斤量では騎乗できないことから、4走前から騎乗している藤岡康太が引き続き騎乗することになった。続くクイーンステークスは5着。藤岡康太は「広いコースのほうがいいのかもしれない」とコースに敗因を求めていた。府中牝馬ステークスでは後方2頭目の位置から一気に差し切って優勝。エリザベス女王杯でも後方からメンバー最速タイの上がり3ハロン33秒1の末脚で追い込んだが3着に敗れた。続く愛知杯に勝利し、母ディアデラノビアとの母子制覇を達成した。

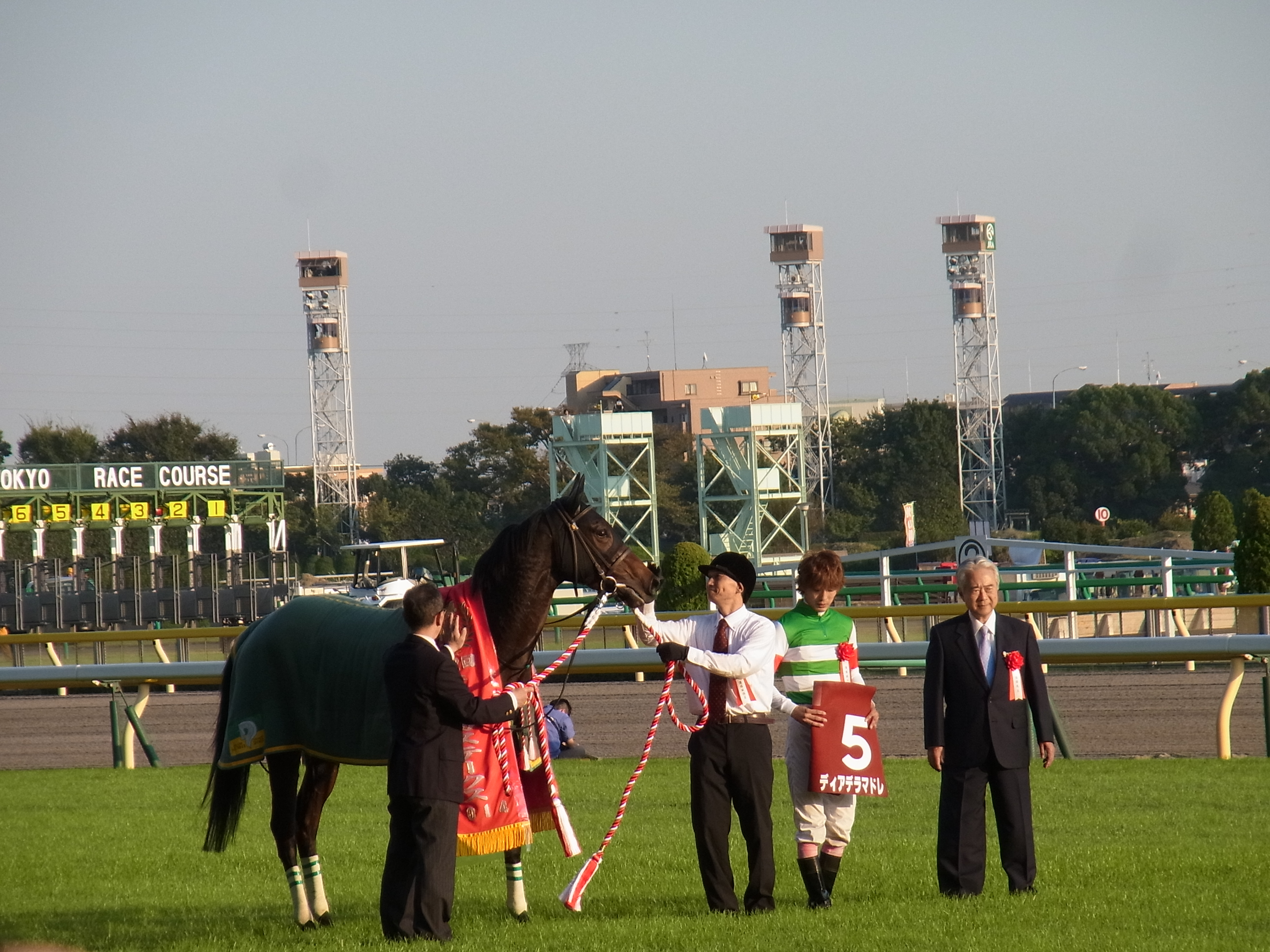
2014年府中牝馬ステークス

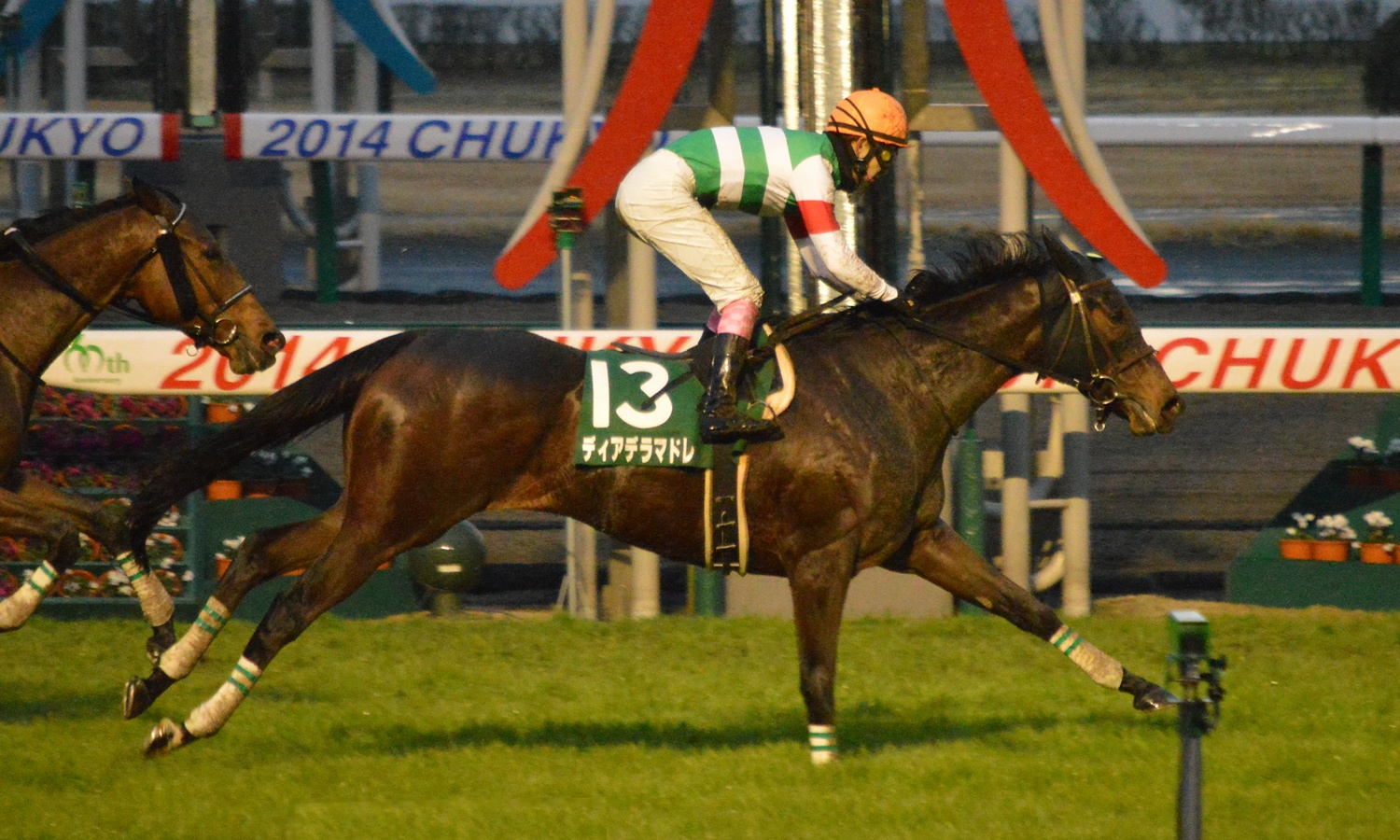
2014年愛知杯

2015年は3戦するも敗戦が続き、2015年10月22日付けで競走馬登録を抹消、現役を引退した。

### 引退後
引退後はノーザンファームで繁殖牝馬となった。
2022年5月19日に死亡。12歳没。

## 競走成績
以下の内容は、netkeiba.comの情報に基づく。
| 競走日     | 競馬場 | 競走名             | 格       | 距離（馬場）  | 頭数 | 枠番 | 馬番 | オッズ （人気） | 着順 | タイム （上がり3F） | 着差 | 騎手     | 斤量[kg] | 1着馬（2着馬）       |
| ---------- | ------ | ------------------ | -------- | ------------- | ---- | ---- | ---- | --------------- | ---- | ------------------- | ---- | -------- | -------- | -------------------- |
| 2012.09.09 | 阪神   | 2歳新馬            |          | 芝1400m（良） | 8    | 7    | 7    | 01.6（1人）     | 01着 | R1:22.8（34.3）     | -0.2 | 福永祐一 | 54       | （クインポルカ）     |
| 2013.04.28 | 東京   | スイートピーS      | OP       | 芝1800m（良） | 15   | 5    | 9    | 07.6（4人）     | 09着 | R1:48.4（33.6）     | -1.3 | 横山典弘 | 54       | リラコサージュ       |
| 0000.07.28 | 小倉   | 筑後川特別         | 500万下  | 芝1800m（良） | 13   | 1    | 1    | 09.9（5人）     | 08着 | R1:46.7（35.4）     | -0.7 | 中井裕二 | 52       | ウインミーティア     |
| 0000.08.25 | 小倉   | 3歳上500万下       |          | 芝1800m（不） | 16   | 5    | 9    | 10.6（5人）     | 06着 | R1:48.1（34.5）     | -0.4 | 松山弘平 | 52       | ヤマニンシェリル     |
| 0000.09.17 | 阪神   | 3歳上500万下       |          | 芝1800m（良） | 17   | 8    | 16   | 07.3（5人）     | 01着 | R1:47.0（33.1）     | -0.4 | 藤岡康太 | 52       | （ディープサウス）   |
| 0000.10.14 | 京都   | 堀川特別           | 1000万下 | 芝1800m（良） | 10   | 8    | 9    | 04.1（3人）     | 01着 | R1:47.0（33.1）     | -0.2 | 藤岡康太 | 53       | （エアジェルブロワ） |
| 0000.11.10 | 京都   | エリザベス女王杯   | GI       | 芝2200m（重） | 18   | 1    | 2    | 21.7（8人）     | 09着 | R2:17.2（34.2）     | -0.6 | 藤岡康太 | 54       | メイショウマンボ     |
| 2014.05.18 | 京都   | パールS            | 1600万下 | 芝1800m（良） | 11   | 7    | 9    | 03.1（1人）     | 02着 | R1:44.9（33.3）     | -0.0 | 藤岡康太 | 55       | トーセンソレイユ     |
| 0000.06.15 | 阪神   | マーメイドS        | GIII     | 芝2000m（良） | 14   | 8    | 13   | 03.3（1人）     | 01着 | R1:59.4（33.9）     | -0.2 | 藤岡康太 | 53       | （コスモバルバラ）   |
| 0000.08.03 | 札幌   | クイーンS          | GIII     | 芝1800m（良） | 14   | 7    | 12   | 06.2（3人）     | 05着 | R1:46.3（35.3）     | -0.6 | 藤岡康太 | 55       | キャトルフィーユ     |
| 0000.10.18 | 東京   | 府中牝馬S          | GII      | 芝1800m（良） | 13   | 4    | 5    | 08.0（4人）     | 01着 | R1:45.7（33.2）     | -0.1 | 藤岡康太 | 54       | （スマートレイアー） |
| 0000.11.16 | 京都   | エリザベス女王杯   | GI       | 芝2200m（良） | 18   | 7    | 15   | 11.7（6人）     | 03着 | R2:12.5（33.1）     | -0.2 | 藤岡康太 | 56       | ラキシス             |
| 0000.12.20 | 中京   | 愛知杯             | GIII     | 芝2000m（重） | 18   | 7    | 13   | 04.1（1人）     | 01着 | R2:04.4（34.9）     | -0.2 | 藤岡康太 | 56       | （キャトルフィーユ） |
| 2015.04.26 | 京都   | マイラーズC        | GII      | 芝1600m（良） | 18   | 3    | 6    | 06.0（3人）     | 07着 | R1:33.0（31.9）     | -0.4 | 藤岡康太 | 54       | レッドアリオン       |
| 0000.05.17 | 東京   | ヴィクトリアマイル | GI       | 芝1600m（良） | 18   | 3    | 6    | 05.5（2人）     | 07着 | R1:32.5（32.8）     | -0.6 | 藤岡康太 | 55       | ストレイトガール     |
| 0000.06.28 | 阪神   | 宝塚記念           | GI       | 芝2200m（良） | 16   | 4    | 8    | 21.8（8人）     | 06着 | R2:14.7（34.6）     | -0.3 | 藤岡康太 | 56       | ラブリーデイ         |

## 繁殖成績
|       | 馬名                   | 生年   | 性 | 毛色   | 父             | 馬主                     | 厩舎           | 戦績                 |
| ----- | ---------------------- | ------ | -- | ------ | -------------- | ------------------------ | -------------- | -------------------- |
| 初仔  | クラヴェル             | 2017年 | 牝 | 青鹿毛 | エピファネイア | （有）キャロットファーム | 栗東・安田翔伍 | 15戦3勝（引退）      |
| 2番仔 | フェットデメール       | 2018年 | 牝 | 鹿毛   | エピファネイア | （有）キャロットファーム | 美浦・武井亮   | 4戦0勝（引退・繁殖） |
| 3番仔 | レガラール             | 2019年 | 牡 | 栗毛   | モーリス       | （有）キャロットファーム | 美浦・武井亮   | 1戦1勝（引退）       |
| 4番仔 | ディアデラマドレの2020 | 2020年 | 牝 | 鹿毛   | ハービンジャー |                          |                | 未出走               |
| 5番仔 | ログラール             | 2021年 | 牡 | 鹿毛   | モーリス       | （有）キャロットファーム | 栗東・松永幹夫 | 11戦2勝（現役）      |
| 6番仔 | カーラデマドレ         | 2022年 | 牝 | 鹿毛   | ドレフォン     | （有）キャロットファーム | 美浦・宮田敬介 | 4戦1勝（現役）       |

- 2025年4月13日現在

## 血統表
| ディアデラマドレの血統（*印は海外産の日本輸入馬） | ディアデラマドレの血統（*印は海外産の日本輸入馬）    | ディアデラマドレの血統（*印は海外産の日本輸入馬） | （血統表の出典）                                | （血統表の出典）  |
| 父系                                              | ミスタープロスペクター系                             | ミスタープロスペクター系                          | ミスタープロスペクター系                        | [ § 2 ]           |
| 父 キングカメハメハ 2001 鹿毛                     | 父の父Kingmambo 1990 鹿毛                            | Mr. Prospector                                    | Raise a Native                                  | Raise a Native    |
| 父 キングカメハメハ 2001 鹿毛                     | 父の父Kingmambo 1990 鹿毛                            | Mr. Prospector                                    | Gold Digger                                     |                   |
| 父 キングカメハメハ 2001 鹿毛                     | 父の父Kingmambo 1990 鹿毛                            | Miesque                                           | Nureyev                                         | Nureyev           |
| 父 キングカメハメハ 2001 鹿毛                     | 父の父Kingmambo 1990 鹿毛                            | Miesque                                           | Pasadoble                                       |                   |
| 父 キングカメハメハ 2001 鹿毛                     | 父の母*マンファス Manfath 1991 黒鹿毛                | *ラストタイクーン                                 | *トライマイベスト                               | *トライマイベスト |
| 父 キングカメハメハ 2001 鹿毛                     | 父の母*マンファス Manfath 1991 黒鹿毛                | *ラストタイクーン                                 | Mill Princess                                   |                   |
| 父 キングカメハメハ 2001 鹿毛                     | 父の母*マンファス Manfath 1991 黒鹿毛                | Pilot Bird                                        | Blakeney                                        | Blakeney          |
| 父 キングカメハメハ 2001 鹿毛                     | 父の母*マンファス Manfath 1991 黒鹿毛                | Pilot Bird                                        | The Dancer                                      |                   |
| 母 ディアデラノビア 2002 栗毛                     | 母の父*サンデーサイレンス Sunday Silence 1986 青鹿毛 | Halo                                              | Hail to Reason                                  | Hail to Reason    |
| 母 ディアデラノビア 2002 栗毛                     | 母の父*サンデーサイレンス Sunday Silence 1986 青鹿毛 | Halo                                              | Cosmah                                          |                   |
| 母 ディアデラノビア 2002 栗毛                     | 母の父*サンデーサイレンス Sunday Silence 1986 青鹿毛 | Wishing Well                                      | Understanding                                   | Understanding     |
| 母 ディアデラノビア 2002 栗毛                     | 母の父*サンデーサイレンス Sunday Silence 1986 青鹿毛 | Wishing Well                                      | Mountain Flower                                 |                   |
| 母 ディアデラノビア 2002 栗毛                     | 母の母*ポトリザリス Potrizaris 1995 栗毛             | Potrillazo                                        | Ahmad                                           | Ahmad             |
| 母 ディアデラノビア 2002 栗毛                     | 母の母*ポトリザリス Potrizaris 1995 栗毛             | Potrillazo                                        | Azalee                                          |                   |
| 母 ディアデラノビア 2002 栗毛                     | 母の母*ポトリザリス Potrizaris 1995 栗毛             | Chaldee                                           | Banner Sport                                    | Banner Sport      |
| 母 ディアデラノビア 2002 栗毛                     | 母の母*ポトリザリス Potrizaris 1995 栗毛             | Chaldee                                           | Gevar                                           |                   |
| 母系(F-No.)                                       | ポトリザリス(ARG)系(FN:2-u)                          | ポトリザリス(ARG)系(FN:2-u)                       | ポトリザリス(ARG)系(FN:2-u)                     | [ § 3 ]           |
| 5代内の近親交配                                   | Raise a Native 4×5、Northern Dancer 5･5（父内）      | Raise a Native 4×5、Northern Dancer 5･5（父内）   | Raise a Native 4×5、Northern Dancer 5･5（父内） | [ § 4 ]           |
| 出典                                              | 1. 2. 3. 4.                                          | 1. 2. 3. 4.                                       | 1. 2. 3. 4.                                     | 1. 2. 3. 4.       |

- 母ディアデラノビアは2005年のフローラステークスなど重賞3勝を挙げている。
- 祖母ポトリザリスはアルゼンチン産で、亜G1ナショナル大賞、亜オークスの勝ち馬である。
- 全弟に埼玉新聞栄冠賞を制したディアデルレイがいる。
- 半弟に京都2歳ステークス、京都大賞典を制したドレッドノータス（父ハービンジャー）がいる。